# Saint-Andrews (Nouveau-Brunswick)
Pour les articles homonymes, voir Saint Andrews.
Saint-Andrews ou St. Andrews (communément appelé St.-Andrews-By-The-Sea) est une ville du comté de Charlotte, situé au sud-ouest du Nouveau-Brunswick.

## Histoire
Le site de la ville était nommé Conosquamcook, qui signifie « fin de la région de barre rocheuse » en langue malécite-passamaquoddy. Les Passamaquoddys y auraient établi des camps de chasse. À l'est de la ville se trouve un amas coquillier, accumulé pendant deux mille ans en raison de l'activité des autochtones. C'est aujourd'hui un site du patrimoine provincial nommé Pointe Pagan.
Le nom actuel a été donné par un missionnaire français qui a débarqué sur le site le jour de la Fête de la Saint-André.
En 1684, le sieur de Saint-Aubin établit le poste de traite fortifié de Saint-Aubin dans un endroit non encore déterminé de la baie de Passamaquoddy. Le fort Saint-Aubin est détruit par Benjamin Church en 1704. Quelques colons anglais habitent les lieux dès 1760.
En octobre 1783, à la suite de la guerre d'indépendance américaine, un nombre important de Loyalistes surtout originaires de Castine, formant l'Association Penobscot, s'établissent à Saint-Andrews,. Le quadrillage des rues de la ville a été tracé à l'époque et persiste encore aujourd'hui. À l'exception de la rue Water qui longe la rive, les noms des rues ont des associations royales ou coloniales. Les sites défensifs, les espaces publics et la délimitation de la ville sont également typiques de l'établissement colonial britannique de l'époque. Saint Andrews devient le chef-lieu du comté de Charlotte en 1786.

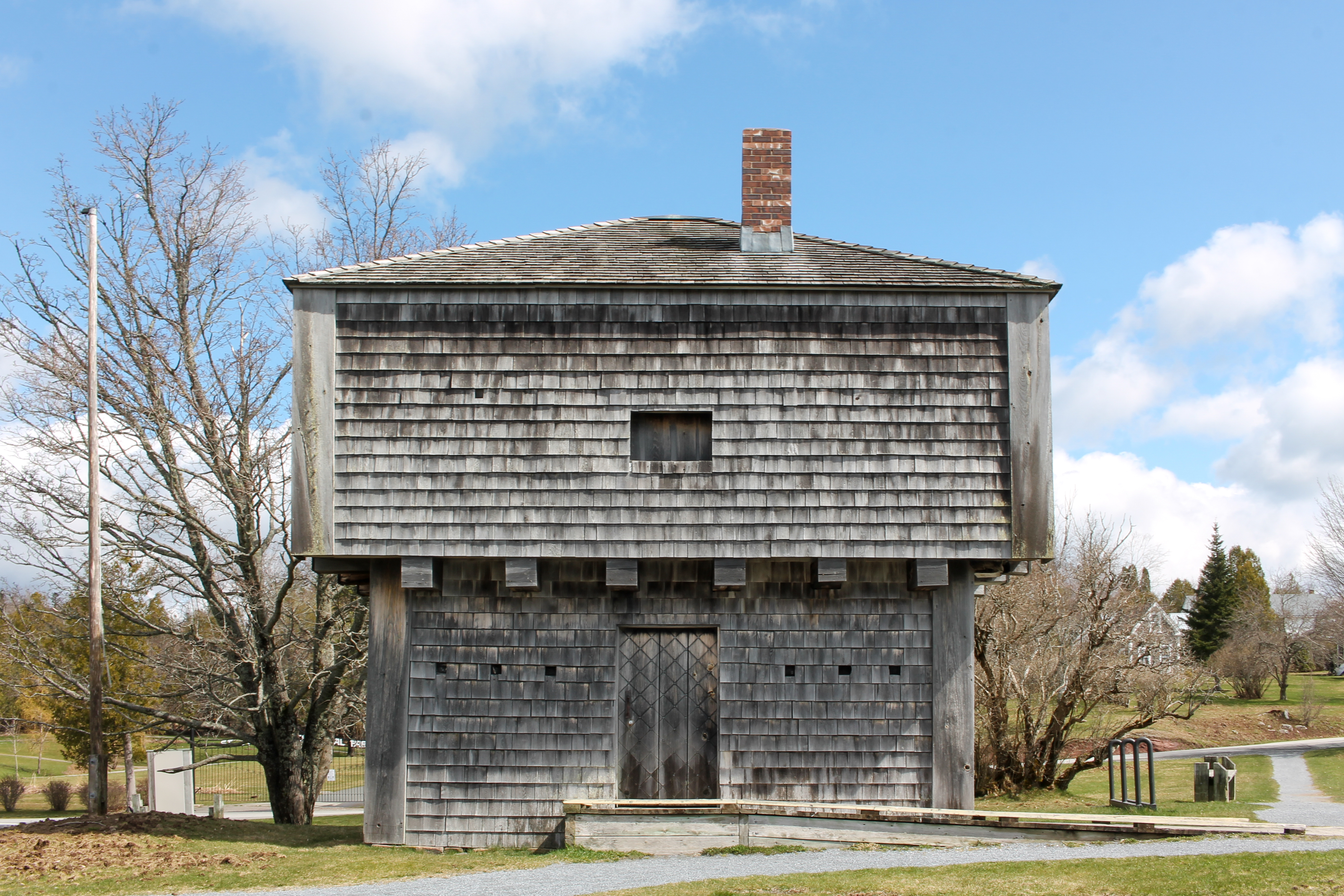
Le fortin de Saint-Andrews en 2022.

Un fortin militaire a été construit pendant la guerre de 1812 et il est maintenant un site historique national.

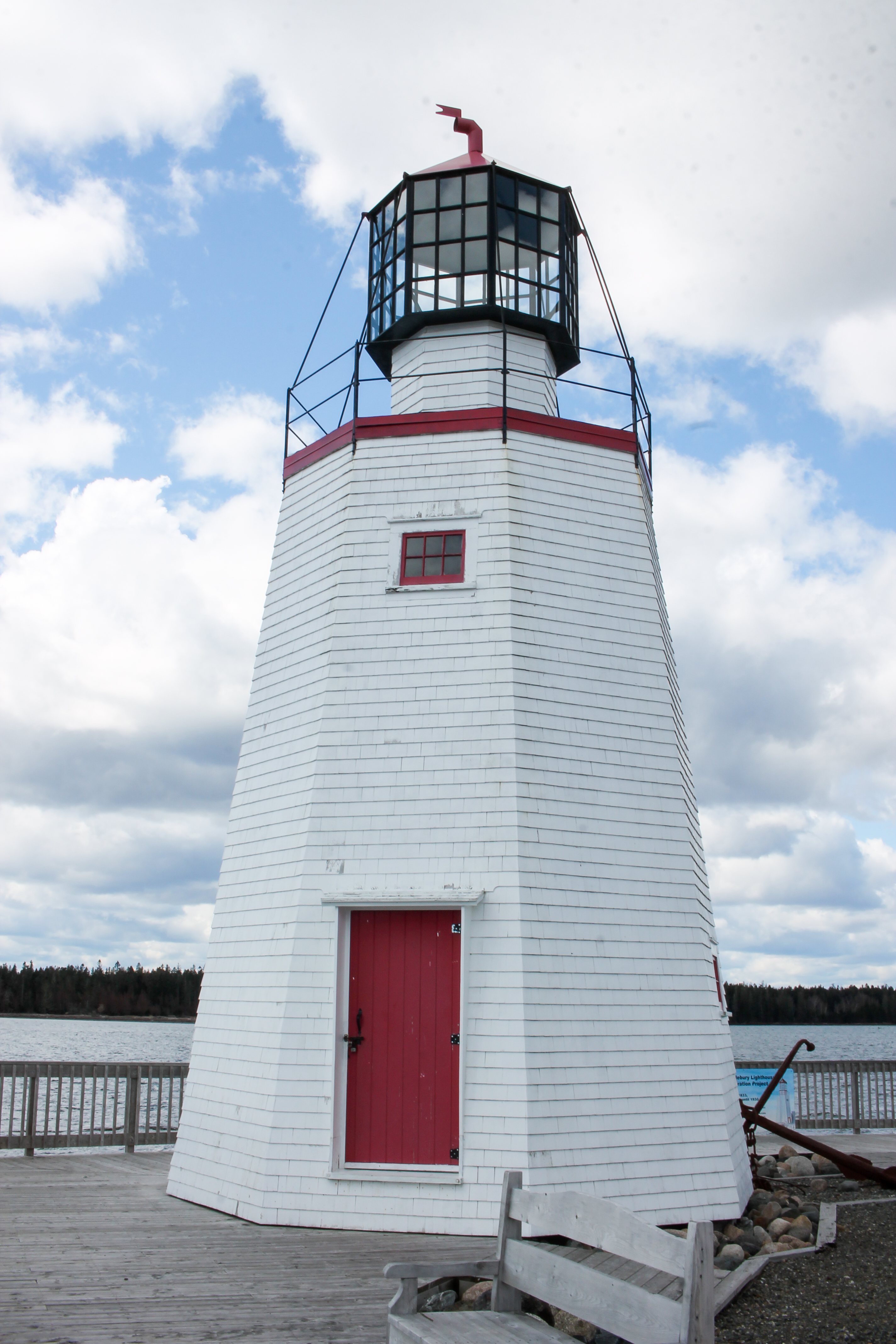
Le Phare Pendlebury en 2022.

Le phare Pendlebury a été construit en 1833 à l'extrémité de la péninsule. Il a été désactivé en 1938, et a depuis été restauré et enregistré comme lieu historique canadien.
La ville reste le principal port néo-brunswickois commerçant avec les Antilles et devient la seconde ville après Saint-Jean entre 1840 et 1850. L'économie et la population locale subissent ensuite un déclin. L'économie se redresse à la fin du siècle, lorsque de plus en plus de touristes canadiens et américains sont attirés par la petite ville portuaire au riche patrimoine architectural. Saint Andrews est constitué en municipalité le 5 août 1903. L'école élémentaire Vincent Massey est inaugurée en 1955 et l'Académie Sir James Dunn ouvre ses portes en 1966.
Une installation fédérale de recherche marine, la Station biologique de St. Andrews, a été établie en 1908 et le Huntsman Marine Science Centre en 1969.
La ville a été désignée site historique national en 1998.
Les districts de services locaux (DSL) de Bayside et de Chamcook sont annexés à la ville le 1er janvier 2023, dans le cadre de la réforme de la gouvernance locale

## Géographie

### Situation
Saint-Andrews est situé au centre-sud du comté de Charlotte, à 103 kilomètres de route à l'ouest de Saint-Jean et à 138 km au sud-ouest de Fredericton. La ville est bâtie à l'extrémité d'une péninsule bordée à l'ouest par le fleuve Saint-Croix ainsi qu'au sud et à l'est par la baie de Passamaquoddy. L'État américain du Maine se trouve sur la rive opposée du fleuve. L'île Ministers, située au nord, est accessible à gué. Il y a également l'île de Saint-Andrews au sud. Toutes deux sont comprises dans le territoire de Chamcook.
Saint-Stephen est en effet limitrophe de Chamcook au nord-ouest; le DSL de Bayside n'est distant que d'environ 1 km à l'ouest. Les villes les plus proches sont Saint-George, à 32 km au nord-est, et Saint-Stephen, aussi à 32 km mais au nord-ouest.

### Logement
(septembre 2024).
La ville compte 971 logements privés en 2006, dont 790 occupés par des résidents habituels. Parmi ces logements, 81,6 % sont individuels, 0,0 % sont jumelés, 0,0 % sont en rangée, 0,0 % sont des appartements ou duplex et 12,7 % sont des immeubles de moins de 5 étages. Enfin, 3,2 % des logements entrent dans la catégorie autres, tels que les maisons-mobiles. 75,9 % des logements sont possédés alors que 24,2 % sont loués. 78,5 % ont été construits avant 1986 et 8,9 % ont besoin de réparations majeures. Les logements comptent en moyenne 7,0 pièces et 0,0 % des logements comptent plus d'une personne habitant par pièce. Les logements possédés ont une valeur moyenne de 203 290 $, comparativement à 119 549 $ pour la province.

## Démographie
(septembre 2024).
La ville compte 1 798 habitants en 2006, soit une baisse de 3,8 % en 5 ans. Il y a en tout 785 ménages dont 515 familles. Les ménages comptent en moyenne 2,2 personnes tandis que les familles comptent en moyenne 2,7 personnes. Les ménages sont composés de couples avec enfants dans 24,8 % des cas, de couples sans enfants dans 31,8 % des cas et de personnes seules dans 30,0 % des cas alors que 14,0 % des ménages entrent dans la catégorie autres (familles monoparentales, colocataires, etc.). 74,8 % des familles comptent un couple marié, 10,7 % comptent un couple en union libre et 10,6 % sont monoparentales. Dans ces dernières, une femme est le parent dans 80,0 % des cas. L'âge médian est de 46,8 ans, comparativement à 41,5 ans pour la province. 86,1 % de la population est âgée de plus de 15 ans, comparativement à 83,8 % pour la province. Les femmes représentent 55,2 % de la population, comparativement à 51,3 % pour la province. Chez les plus de 15 ans, 27,7 % sont célibataires, 51,3 % sont mariés, 3,2 % sont séparés, 6,8 % sont divorcés et 11,0 % sont veufs. De plus, 7,7 % vivent en union libre.
| 1981  | 1986  | 1991  | 1996  | 2001  | 2006  | 2011  |
| ----- | ----- | ----- | ----- | ----- | ----- | ----- |
| 1 760 | 1 612 | 1 652 | 1 752 | 1 869 | 1 798 | 1 889 |

| 2016  | 2021  | - | - | - | - | - |
| ----- | ----- | - | - | - | - | - |
| 1 786 | 2 048 | - | - | - | - | - |

Il n'y a aucun autochtone et 5,2 % des habitants font partie d'une minorité visible. Les immigrants représentent 13,0 % de la population et il n'y a aucun résidents permanents. 5,5 % des habitants ne sont pas citoyens canadiens et 74,3 % des habitants âgés de plus de 15 ans sont issus de familles établies au Canada depuis trois générations ou plus. En date du 16 mai 2006, 88,1 % des gens avaient la même adresse depuis au moins un an alors que 5,5 % habitaient auparavant ailleurs dans la même ville, que 3,5 % habitaient ailleurs dans la province, que 2,3 % habitaient ailleurs au pays et que 0,9 % habitaient ailleurs dans le monde. À la même date, 67,3 % des gens avaient la même adresse depuis au moins cinq ans alors que 10,1 % habitaient auparavant ailleurs dans la même ville, que 14,0 % habitaient ailleurs dans la province, que 7,4 % habitaient ailleurs au pays et que 1,2 % habitaient ailleurs dans le monde.
La langue maternelle est le français chez 2,0 % des habitants, l'anglais chez 94,8 % et les deux langues chez 0,0 % alors que 2,9 % sont allophones. Les deux langues officielles sont comprises par 17,3 % de la population alors que 0,0 % des habitants sont unilingues francophones, que 82,4 % sont unilingues anglophones et que 0,0 % ne connaissent ni l'anglais ni le français. L'anglais est parlé à la maison par 99,1 % des gens alors que les autres utilisent une langue non officielle seule. L'anglais est utilisé par 99,8 % des travailleurs alors que les autres utilisent l'anglais, le français et une langue non officielle.
Chez les plus de 15 ans, 16,8 % n'ont aucun certificat, diplôme ou grade, 19,8 % ont uniquement un diplôme d'études secondaires ou l'équivalent et 63,4 % détiennent aussi un certificat, un diplôme ou un grade post-secondaire; par comparaison, ces taux s'élèvent à 29,4 %, 26,0 % et 44,6 % au provincial. Parmi la même tranche d'âge, 8,6 % des gens possèdent un diplôme d'un programme d'un an au CCNB ou l'équivalent, 19,5 % détiennent un diplôme d'un programme de trois ans au CCNB ou l'équivalent, 4,3 % ont un diplôme ou un certificat universitaire inférieur au baccalauréat et 31,0 % ont un certificat, un diplôme ou un grade universitaire plus élevé. Parmi ces diplômés, 19,3 % sont formés en enseignement, 5,2 % en arts ou en communications, 6,2 % en sciences humaines, 6,2 % en sciences sociales ou en droit, 27,5 % en commerce, en gestion ou en administration, 10,4 % en sciences et technologies, 5,2 % en mathématiques ou en informatique, 10,9 % en architecture, en génie ou dans des domaines connexes, 2,6 % en agriculture, en ressources naturelles ou en conservation, 10,9 % en santé, parcs, récréation ou conditionnement physique, 5,2 % en services personnels, de protection ou de transport et aucun dans d'autres domaines. Les diplômés post-secondaires ont terminé leurs études à l'extérieur du pays dans 10,9 % des cas.

## Économie

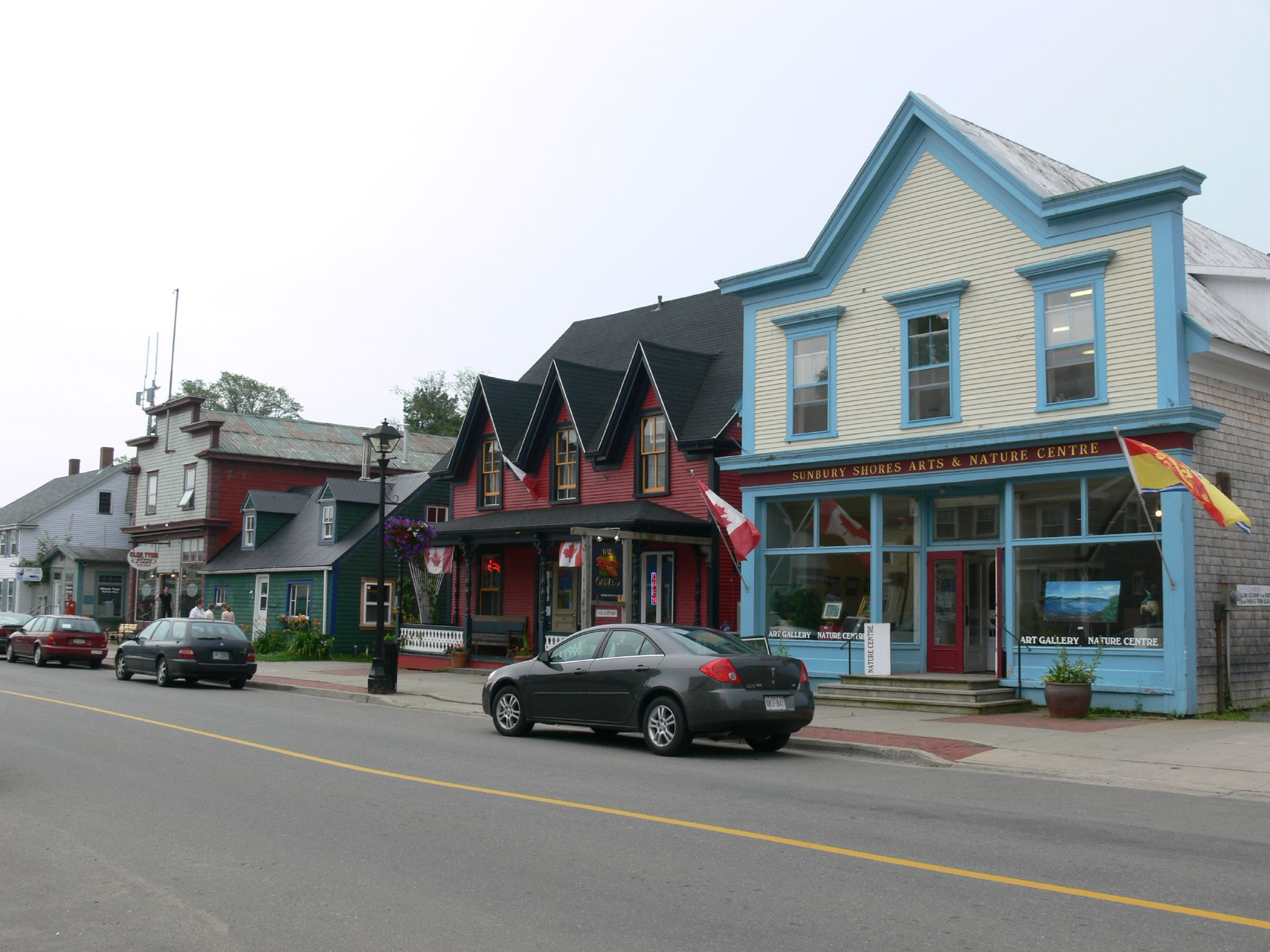
Le centre-ville.

(septembre 2024).

### Travail et revenu
Le recensement de 2006 de Statistique Canada fournit aussi des données sur l'économie. Chez les habitants âgés de plus de 15 ans, le taux d'activité était alors de 63,7 %, le taux d'emploi était de 58,7 % et le taux de chômage était de 8,3 % ; à titre de comparaison, ceux de la province étaient respectivement de 63,7 %, 57,3 % et 10,0 %.
Chez les personnes âgées de 15 ans et plus, 1 110 ont déclaré des gains et 1 495 ont déclaré un revenu en 2005. 91,7 % avaient aussi déclaré des heures de travail non rémunérées. Le revenu médian s'élevait alors à 21 228 $ avant et à 19 680 $ après impôt, comparativement à la moyenne provinciale de 22 000 $ avant et 20 063 $ après impôt; les femmes gagnaient en moyenne 2 481 $ de moins que les hommes après impôt, soit 17 199 $. En moyenne, 63,9 % du revenu provenait de gains, 14,1 % de transferts gouvernementaux et 21,8 % d'autres sources. 5,3 % de toutes les personnes dans les ménages avaient un faible revenu après impôt, une proportion descendant à 0,0 % pour les moins de 18 ans.
Parmi la population active occupée, 10,2 % des gens travaillaient à domicile, aucun travaillaient à l'extérieur du pays, 9,6 % n'avaient pas de lieu de travail fixe et 80,2 % avaient un lieu de travail fixe. Parmi les travailleurs ayant un lieu de travail fixe, 69,0 % travaillaient en ville, 27,4 % travaillaient ailleurs dans le comté, 2,1 % travaillaient dans un autre comté et 1,4 % travaillaient dans une autre province.

### Principaux secteurs

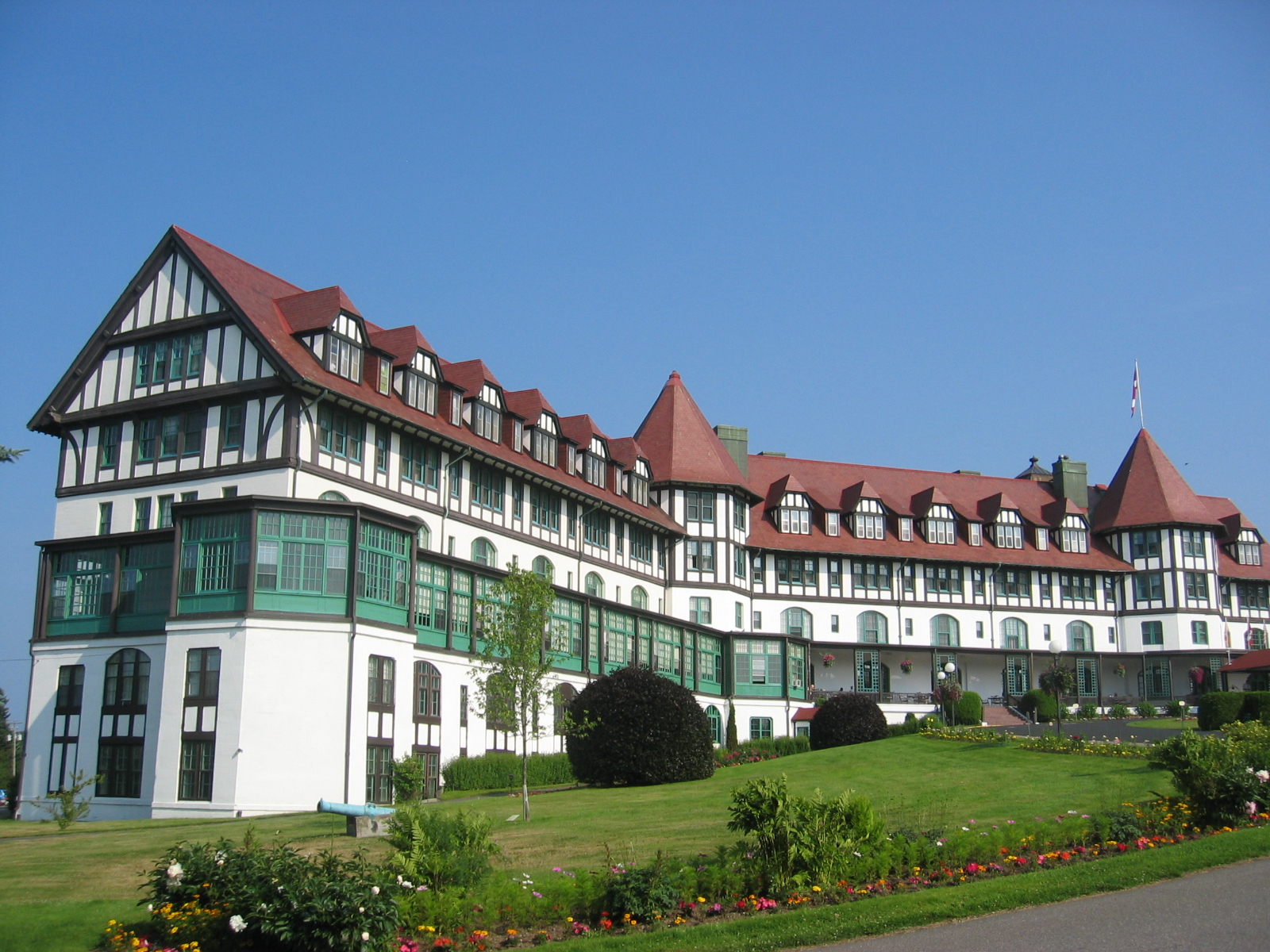
L'hôtel Algonquin.

L'économie de la ville fut longtemps dominée par les activités commerciales du port, notamment vers les Antilles.
Aujourd'hui, l'architecture historique de la ville en fait une destination touristique privilégiée des Canadiens et des Américains.

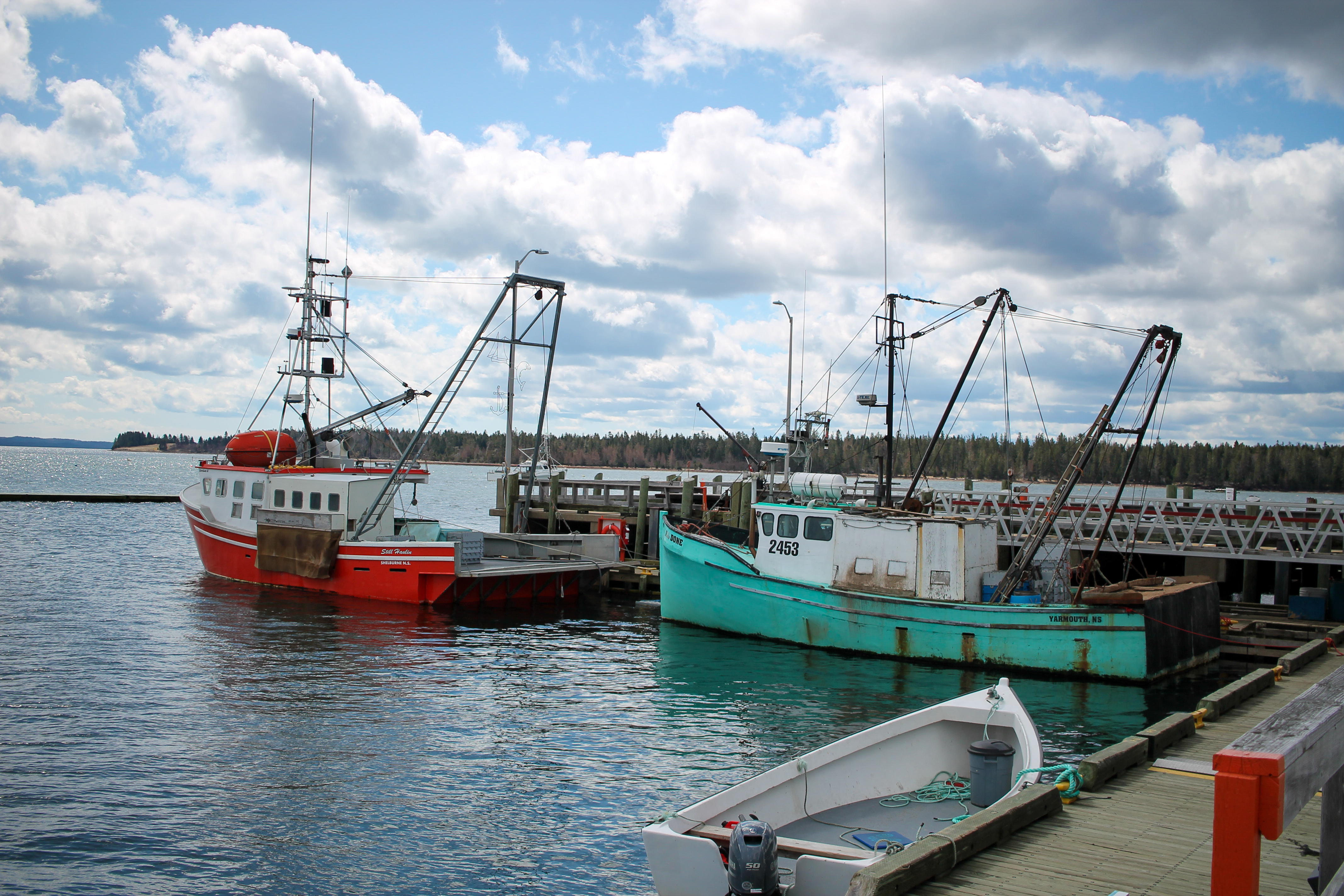
Deux bateaux de pêche au quai de Saint-Andrews.

En 2006, on dénombrait 2,1 % des emplois dans l'agriculture, la pêche et les autres ressources, 4,2 % dans la construction, 3,7 % dans la fabrication, aucun dans le commerce de gros, 11,5 % dans le commerce de détail, 3,1 % dans la finance et l'immobilier, 6,3 % dans la santé et les services sociaux, 15,2 % dans l'éducation, 15,2 % dans les services de commerce et 39,3 % dans les autres services.
S'y trouvent une succursale de la Charlotte County Credit Union, une caisse populaire basée à Saint-Stephen et membre de la Credit Union Central of New Brunswick.
Entreprise Charlotte, membre du Réseau Entreprise, a la responsabilité du développement économique.

## Administration
(septembre 2024).
Saint-Andrews est le chef-lieu du comté de Charlotte depuis sa création en 1784.
 (juillet 2016).

### Conseil municipal
Le conseil municipal est formé d'un maire et de 6 conseillers.
Le conseil municipal actuel est élu lors de l'élection quadriennale du 10 mai 2016.
Anciens conseils municipaux
Le conseil précédent est élu lors de l'élection quadriennale du 14 mai 2012. Le second dépouillement du 24 mai suivant confirme l'élection des conseillers Alan J. Golding et Mary L. Myers face à Michael B. Craig. Mary L. Myers quitte ensuite le conseil municipal. Une élection partielle a lieu le 29 octobre suivant et Doug E. Naish est élu conseiller.
| Mandat      | Fonctions   | Nom(s) |
| ----------- | ----------- | --- |
| 2012 - 2016 | Maire       | Stanley M. Choptiany                                                                                               |
| 2012 - 2016 | Conseillers | Catherine (Kate) A. Akagi, Edith (Edie) C. Bishop, Alan J. Golding, Doug E. Naish, Lee Sochasky, Melanie Rae Wood. |

| Mandat      | Fonctions   | Nom(s) |
| ----------- | ----------- | --- |
| 2008 - 2012 | Maire       | John D. Craig |
| 2008 - 2012 | Conseillers | Catherine (Kate) A. Akagi, Edith (Edie) C. Bishop, John Daniel Castell, Michael B. Craig, Roger J. McNabb, Mary L. Myers. |

| Période                                  | Période  | Identité              | Étiquette | Qualité |
| ---------------------------------------- | -------- | --------------------- | --------- | ------- |
|                                          | 1995     | Margaret Ray Peterson |           |         |
| 1995                                     | 1998     | Nancy G. Aiken        |           |         |
| 1998                                     | 2001     | Chris G. Flemming     |           |         |
| 2001                                     | 2012     | John D. Craig         |           |         |
| 2012                                     | en cours | Stanley M. Choptiany  |           |         |
| Les données manquantes sont à compléter. |          |                       |           |         |

### Représentation et tendances politiques
Saint Andrews est membre de l'Union des municipalités du Nouveau-Brunswick.
 Nouveau-Brunswick : Saint Andrews fait partie de la circonscription provinciale de Charlotte-Campobello, qui est représentée à l'Assemblée législative du Nouveau-Brunswick par Curtis Malloch, du Parti progressiste-conservateur. Il fut élu en 2010.
 Canada : Saint Andrews fait partie de la circonscription électorale fédérale de Nouveau-Brunswick-Sud-Ouest, qui est représentée à la Chambre des communes du Canada par Gregory Francis Thompson, ministre des Anciens Combattants et membre du Parti conservateur. Il fut élu lors de la 40e élection fédérale, en 1988, défait en 1993 puis réélu à chaque fois depuis 1997.

## Vivre à Saint-Andrews

### Éducation
L’école élémentaire Vincent-Massey accueille les élèves de la maternelle à la 6e année puis l'Académie Sir James Dunn accueille ceux de la 7e à la 12e année. Ces deux écoles publiques anglophones font partie du district scolaire #10.
Saint-Andrews possède la bibliothèque publique Ross Memorial et une caserne de pompiers. Il y a aussi un foyer de soins agréés, la Passamaquoddy Lodge.
Le NBCC-Saint-Andrews est situé en ville. Le Centre des sciences de la mer Huntsman offre certains cours universitaires mais les universités les plus proches sont à Fredericton et Saint-Jean.
Il n'y a aucune école francophone dans le comté, les plus proches étant à Saint-Jean ou Fredericton. Les établissements d'enseignement supérieurs les plus proches sont situés dans le Grand Moncton.

### Autres services publics
La ville possède un poste de la Gendarmerie royale du Canada. Il dépend du district 1, dont le bureau principal est situé à Saint-George.
Le marché agricole de Saint-Andrews est organisé le jeudi au coin des rues King et Water.
Il y a aussi un bureau de poste.

### Sport et parcs
Saint-Andrews bénéficie du club de golf Fairmont Algonquin, comptant 18 trous et une académie de golf. Le parcours fut construit en 1894 et compte ainsi l'un des plus vieux chalets de golf au pays. Le terrain fut rénové en 1920 par l'architecte Donald Ross, qui ajouta un nouveau parcours de 9 trous. Le parcours fut à nouveau agrandi en 1980 puis complètement transformé en 1998 selon les plans de Thomas McBroom.
La plage de Kathy's Cove est une plage d'eau salée surveillée. Située près de l'hôtel Algonquin, elle dispose de toilettes, de vestiaires et d'un terrain de jeux. La ville bénéficie aussi de la plage Indian Point.

### Religion

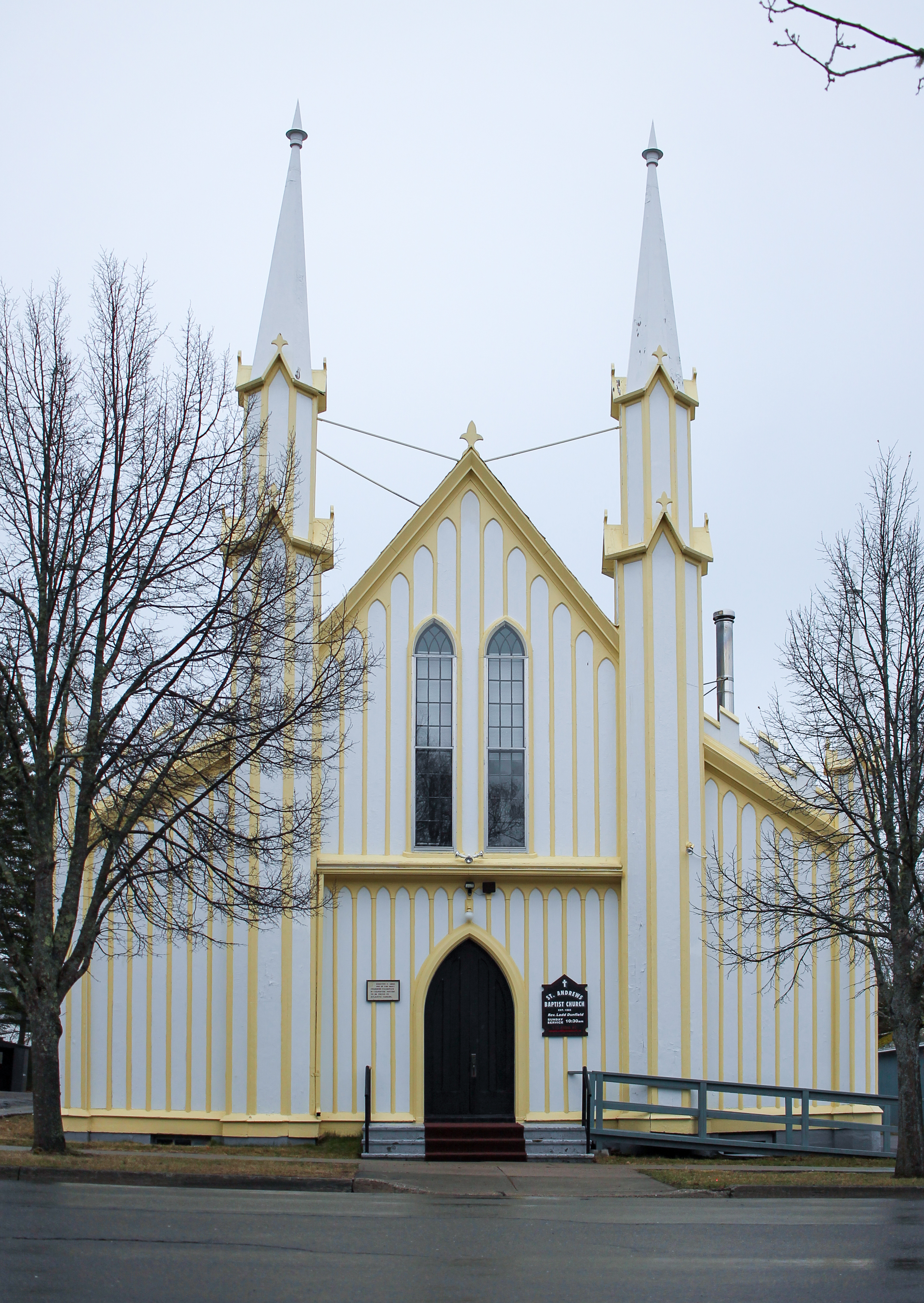
Église baptiste de Saint-Andrews en 2022.

Saint-Andrews est le siège de l'archidiaconé de Saint-Andrews, qui regroupe toutes les paroisses anglicanes du sud-ouest de la province. Il dépend du diocèse anglican de Fredericton et il compte deux doyennés, le doyenné de Lancaster et le doyenné de Saint-Andrews. En ville se trouve l'église anglicane All Saint's. Saint-Andrews compte aussi une église église catholique romaine faisant partie du diocèse de Saint-Jean.

### Médias
Les anglophones bénéficient du quotidien Telegraph-Journal, publié à Saint-Jean, et de l'hebdomadaire Saint Croix Courier, publié à Saint-Stephen. Les francophones ont accès par abonnement au quotidien L'Acadie nouvelle, publié à Caraquet, ainsi qu'à l'hebdomadaire L'Étoile, de Dieppe.
Saint-Andrews a pourtant eu plusieurs journaux au fil de son histoire. L'hebdomadaire Saint Andrews Herald and Commercial Advertiser est lancé en 1819, renommé temporairement St. Andrews Herald vers 1825, avant d'être nommé Saint Andrews Herald. Il prend le nom de The Herald en 1827, est renommé Saint Andrews Herald en 1828 et cesse d'être publié en 1833. L'hebdomadaire The New Brunswick Standard and St. Andrews Commercial Gazette paraît pour la première fois en 1833, est renommé St. Andrews Standard, New Brunswick en 1834, prend le nom The Standard, New Brunswick en 1838, change à nouveau de nom pour The Standard or Frontier Gazette en 1840, est finalement renommé The Standard or Frontier Agricultural and Commercial Gazette en 1845 et disparaît en 1848. Le journal The Standard est fondé en 1848, change de nom pour The Standard or Railway and Commercial Record en 1848, est renommé St. Andrews Standard en 1856 et ferme en 1880. Le Bay Pilot est un hebdomadaire lancé en 1876 à Grand Manan mais dont la publication a lieu à Saint-Andrews à partir de 1878. Il est remplacé par le St. Andrews Beacon en 1889, lui-même remplacé par The Beacon en 1896; ce dernier cesse d'être publié en 1919.
D'autres journaux hebdomadaires ont aussi été publiés: le St. Andrews Courant de 1831 à 1844, le St. Andrews Watchman en 1833, la Charlotte Gazette de 1846 à 1856, le Provincialist or Charlotte County Advertiser de 1855 à 1859 et la Family Gazette and Charlotte County Advertiser en 1885.

## Culture

### Langues
Selon la Loi sur les langues officielles, Saint-Andrews est officiellement anglophone puisque moins de 20 % de la population parle le français.

### Personnalités
- Samuel Andrews (1737-1818), prêtre anglican, décédé à Saint-Andrews ;
- Edward Mitchell Bannister (1828-1901), peintre
- Thomas Storrow Brown (1803-1888), journaliste, né à Saint-Andrews ;
- John Caleff (1726-1812), chirurgien, mort à Saint-Andrews ;
- George J. Clark (1857 - 1917), premier ministre du Nouveau-Brunswick, né à Saint-Andrews ;
- William Gallop, marchand et fonctionnaire, né en date inconnue dans un lieu inconnu, mort à Saint-Andrews en 1804 ;
- Alexander Gibson (1819-1913), homme d'affaires, né à Saint-Andrews ;
- Oliver Goldsmith (1794-1851), poète, né à Saint-Andrews ;
- Wilhelmina Gordon (1849-1925), activiste laïque et réformatrice, morte à Saint-Andrews ;
- Robert Pagan (1750-1821), homme d'affaires, homme politique, juge de paix, juge et officier de milice, mort à Saint-Andrews;
- Murray Vaughan (19??-1986), artiste;
- Paul Watson (1950 - ?), fondateur de la Sea Shepherd Conservation Society, grandit à Saint-Andrews

### Architecture et monuments

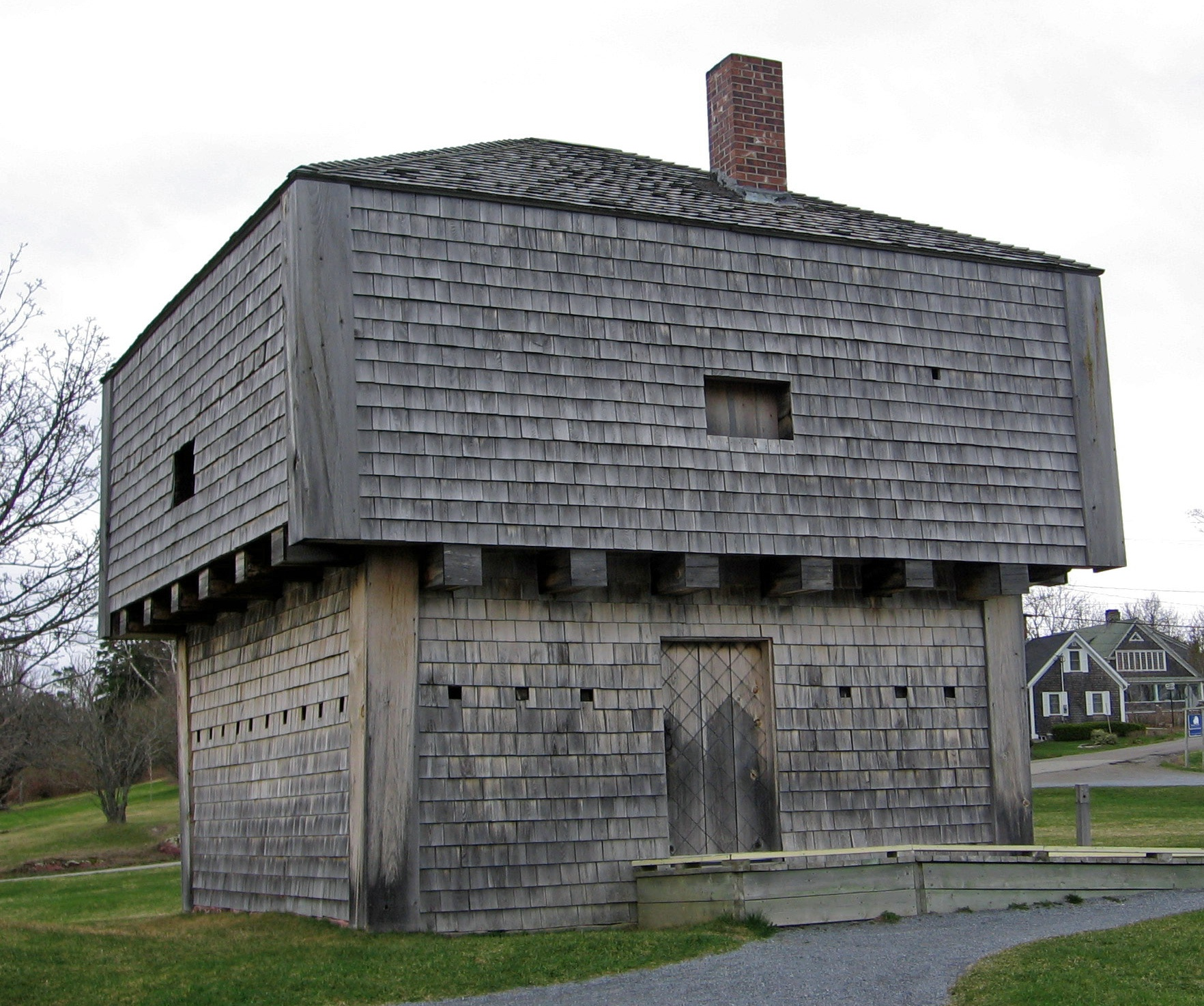
Blockhaus Saint-Andrews.

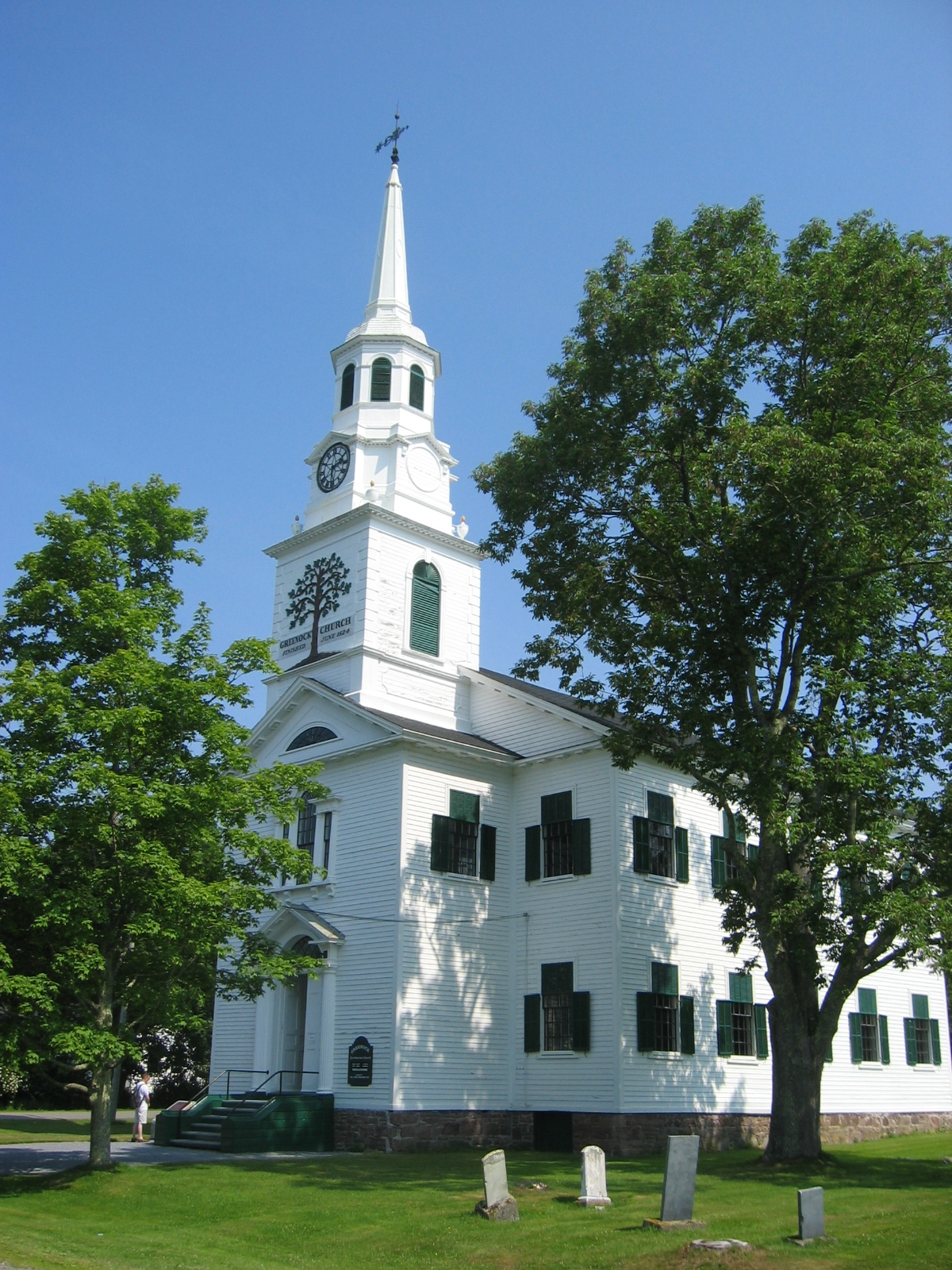
L'église Greenock.

Le blockhaus de Saint-Andrews est lieu historique national depuis 1962 et a totalement été rénové au milieu des années 1990 à la suite d'un incendie. Il fut construit en 1812, lorsque les États-Unis et la Grande-Bretagne se déclarèrent mutuellement la guerre. Le Nouveau-Brunswick se retrouva alors dans une position stratégique du fait de sa position géographique et les habitants de Saint-Andrews, malgré l'avis des autorités britanniques estimant les ouvrages de défense déjà existants suffisants, financèrent eux-mêmes la construction de deux batteries, chacune dotée d'un blockhaus. Ces blockhaus ont été très nombreux à être construits dans la province durant cette guerre, mais celui de Saint-Andrews est non seulement le plus vieux, mais surtout le seul encore debout.
L'arrondissement historique de Saint-Andrews est aussi un site historique national. Le fort Tipperary, la maison Dunn McQuoid, la maison Gladstone Smith, le palais de justice du comté de Charlotte et la prison du comté de Charlotte sont quant à eux des sites historiques provinciaux.
Il y a plusieurs attractions de bord de route à Saint-Andrews : une peinture murale sur le réservoir d'eau municipal et une autre sur une pharmacie, une sculpture de homard et une autre de poisson.

### Parcs et musées
La ville compte aussi le jardin Kingsbrae et le Centre des sciences de la mer Huntsman.